# Agoncillo
Agoncillo – gmina w Hiszpanii, w prowincji La Rioja, w La Rioja, o powierzchni 34,73 km². W 2011 roku gmina liczyła 1164 mieszkańców.